# Erik de la Rose
Erik de la Rose, född 9 juni 1993 i Arvika, är en svensk ishockeyspelare som spelar för Storhamar IL i norska GET-ligaen. Han är äldre bror till den NHL-meriterade ishockeyspelaren Jacob de la Rose. 